# Babinda
Babinda – miasto w Australii, w stanie Queensland.